# Teorema di Kakutani
In matematica, il teorema di Kakutani è un teorema di punto fisso che estende il teorema di Brouwer alle funzioni a più valori. Il teorema venne provato da Shizuo Kakutani, da cui prende il nome, nel 1941 e venne adoperato da John Nash nella sua prova di esistenza di un equilibrio di Nash; in seguito ha trovato una vasta applicazione nella teoria dei giochi e in economia.

## Introduzione
Un'applicazione a più valori {\displaystyle f} da un insieme {\displaystyle X} a un insieme {\displaystyle Y} è una legge che associa uno o più elementi di {\displaystyle Y} ad ogni punto di {\displaystyle X}. Formalmente si può rappresentare come una funzione da {\displaystyle X} all'insieme delle parti di {\displaystyle Y}, e scritta come {\displaystyle f:X\to 2^{Y}}.
Dati due spazi metrici {\displaystyle X} ed {\displaystyle Y}, un'applicazione a più valori {\displaystyle f:X\to 2^{Y}} si dice "chiusa" se per ogni successione {\displaystyle (x_{n},y_{n})} con {\displaystyle x_{n}\to x_{0}}, {\displaystyle y_{n}\to y_{0}} e {\displaystyle y_{n}\in f(x_{n})}, si ha {\displaystyle y_{0}\in f(x_{0})}. 
Analogamente al caso delle funzioni tradizionali, per {\displaystyle f:X\to 2^{X}} una funzione a più valori il punto {\displaystyle a\in X} è un punto fisso di {\displaystyle f} se {\displaystyle a\in f(a)}.

## Enunciato
Sia dato uno spazio euclideo {\displaystyle X} di dimensione finita, e sia {\displaystyle K} un sottoinsieme di {\displaystyle X} compatto, convesso e non vuoto. Sia {\displaystyle f\colon K\to 2^{K}} un'applicazione multivoca con le seguenti proprietà: 
- {\displaystyle f} è chiusa;
- per ogni {\displaystyle x\in K}, {\displaystyle \ f(x)} è un sottoinsieme convesso non vuoto di {\displaystyle K}.

Allora {\displaystyle f} ammette almeno un punto fisso in {\displaystyle K}.

## Esempi
Sia {\displaystyle f(x)} una funzione multivoca definita sull'intervallo chiuso {\displaystyle [0,1]} che fa corrispondere al punto {\displaystyle x} l'intervallo chiuso {\displaystyle [1-x/2,1-x/4]}. Allora {\displaystyle f(X)} soddisfa tutte le ipotesi del teorema e deve avere almeno un punto fisso. 
La funzione multivoca {\displaystyle f\colon [0,1]\to 2^{[0,1]}} che ad ogni {\displaystyle x\in [0,1/2]} fa corrispondere il singleton {\displaystyle \{1\}} e ad ogni {\displaystyle x} in {\displaystyle [1/2,1]} fa corrispondere il singleton {\displaystyle \{0\}}, soddisfa tutte le ipotesi del teorema di Kakutani, tranne quella di avere immagini convesse. Tale {\displaystyle f} non ha punti fissi.